# Lecithochirium magnaporum
Lecithochirium magnaporum är en plattmaskart. Lecithochirium magnaporum ingår i släktet Lecithochirium och familjen Hemiuridae. Inga underarter finns listade i Catalogue of Life.